# Стеклінек
Стеклінек (пол. Steklinek, нім. Steckelhof) — село в Польщі, у гміні Черніково Торунського повіту Куявсько-Поморського воєводства.
Населення — 543 особи (2011).
У 1975-1998 роках село належало до Влоцлавського воєводства.

## Демографія
Демографічна структура станом на 31 березня 2011 року:
|          | Загалом | Допрацездатний вік | Працездатний вік | Постпрацездатний вік |
| -------- | ------- | ------------------ | ---------------- | -------------------- |
| Чоловіки | 256     | 56                 | 182              | 18                   |
| Жінки    | 287     | 66                 | 176              | 45                   |
| Разом    | 543     | 122                | 358              | 63                   |